# Senlis (Oise)
Senlis – miejscowość i gmina we Francji, w regionie Hauts-de-France, w departamencie Oise.
Według danych na rok 1990 gminę zamieszkiwało 14 439 osób, a gęstość zaludnienia wynosiła 600 osób/km² (wśród 2293 gmin Pikardii Senlis plasuje się na 11. miejscu pod względem liczby ludności, natomiast pod względem powierzchni na miejscu 44.).

## Zabytki
- Gotycka katedra (XII-XIII w.)
- Gotycki kościół Saint Pierre
- Opactwo Saint-Vincent
- Ratusz

## Znane osoby urodzone w Senlis
- Bernard Cazeneuve, premier Francji 2016-2017
- Kévin Gameiro, reprezentant Francji w piłce nożnej
- Grégoire, francuski piosenkarz i kompozytor

## Galeria zdjęć

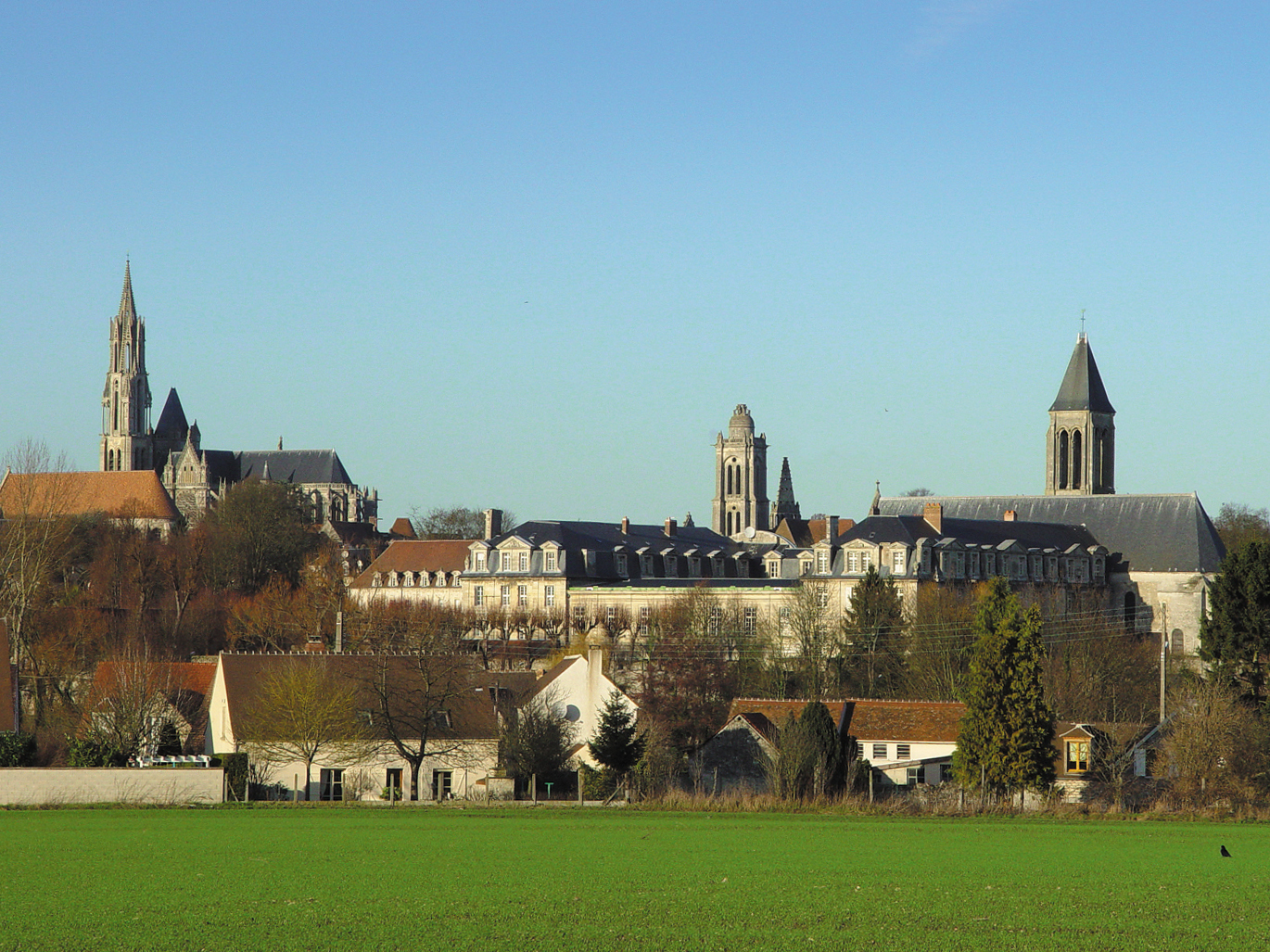
Panorama starego miasta
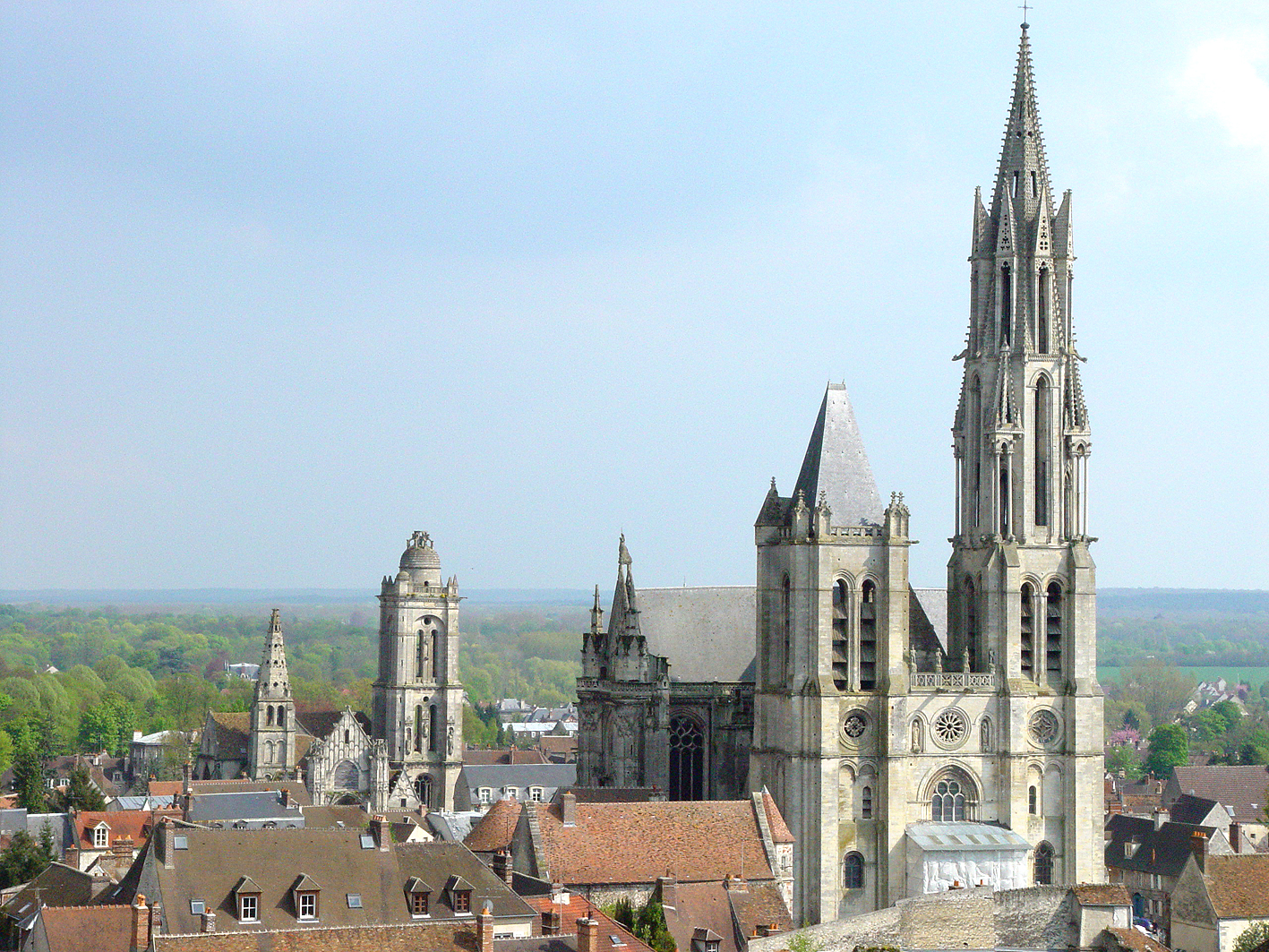
Katedra
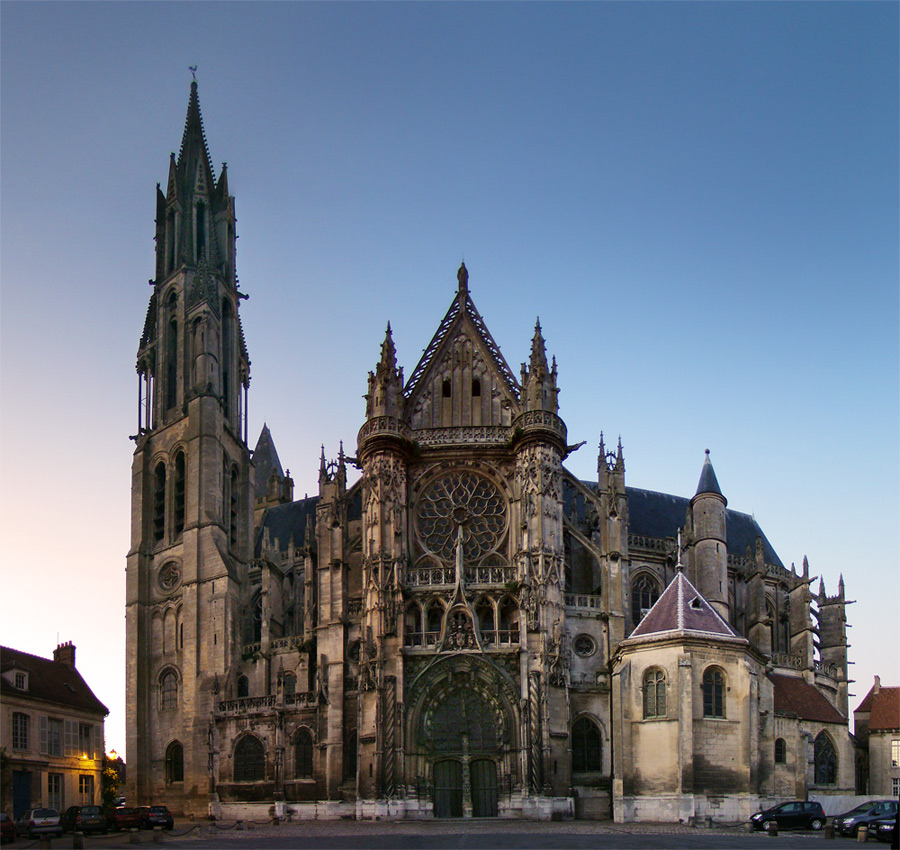
Katedra
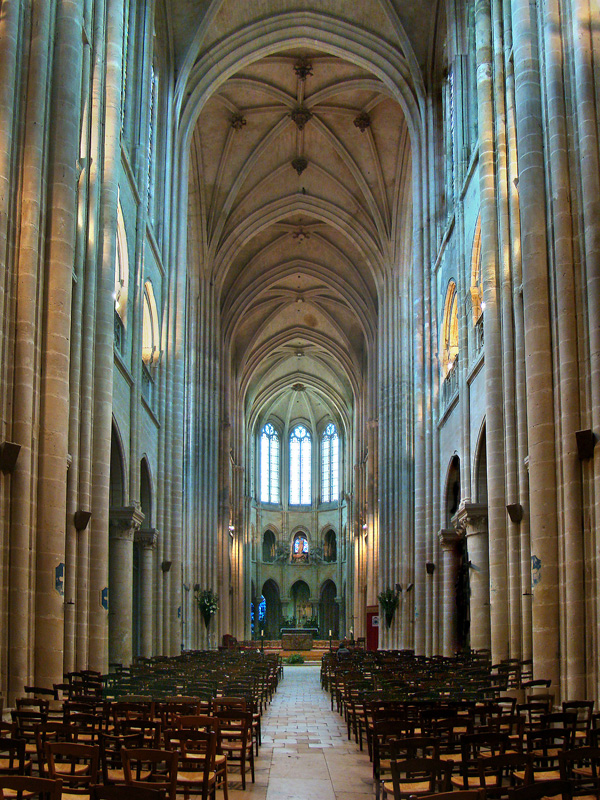
Katedra, wnętrze
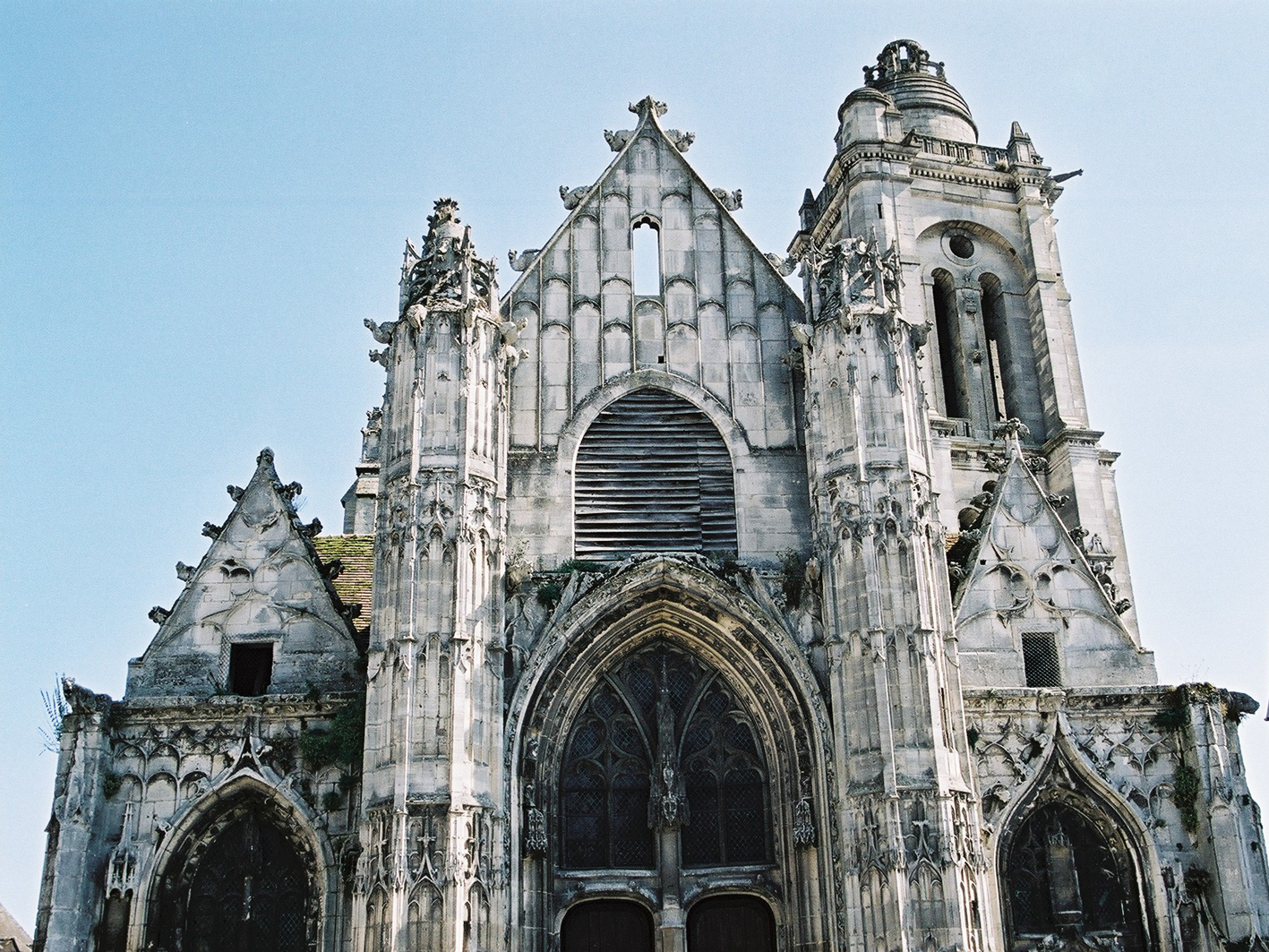
Kościół Saint Pierre
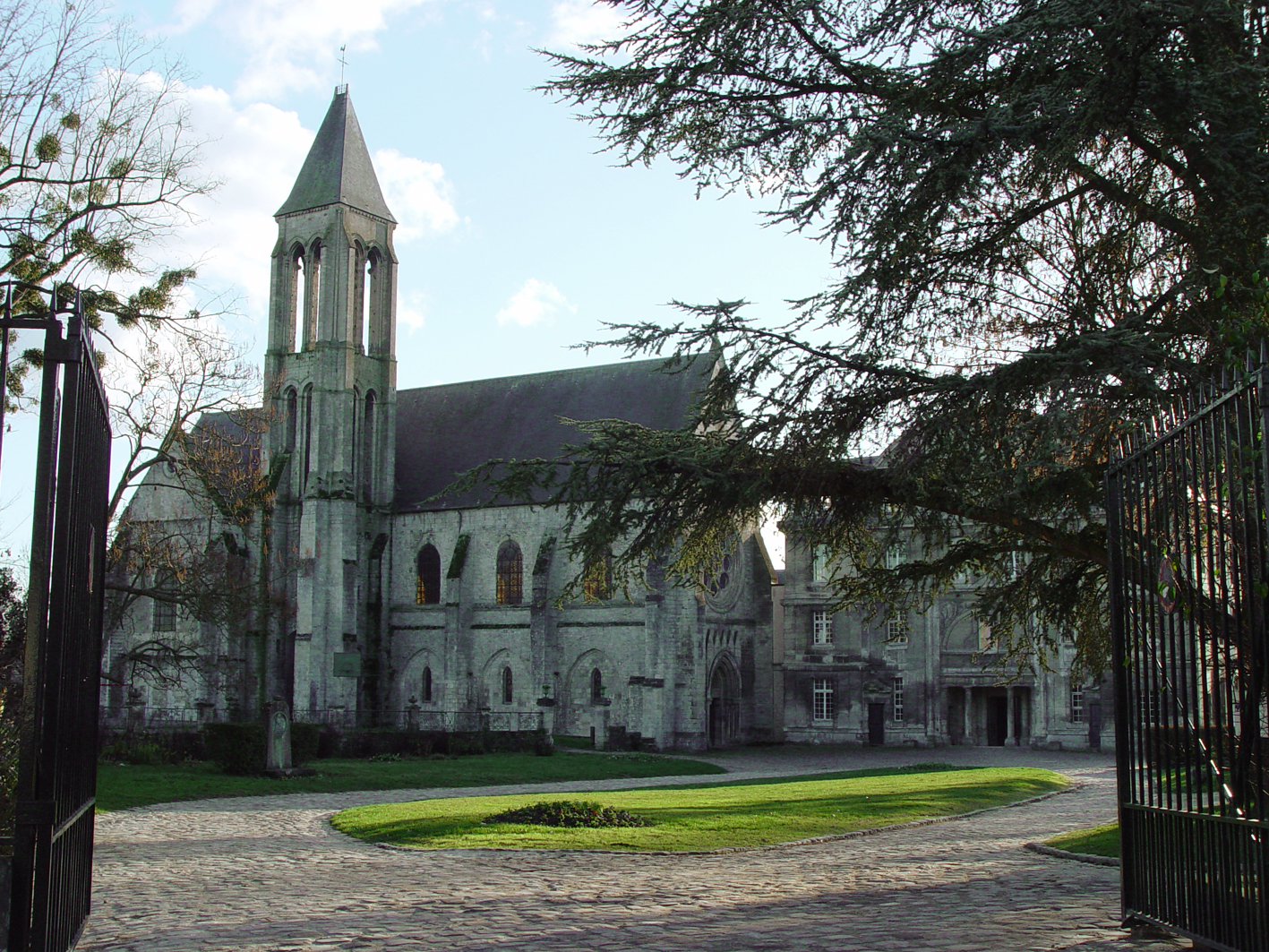
Opactwo Saint-Vincent